# Кашина, Мария Капитоновна
Мари́я Капито́новна Ка́шина (ок. 1855, Ярославская губерния — 29 сентября [12 октября] 1916, Нижний Новгород) — нижегородская предпринимательница, пароходовладелица, прототип героини пьесы Максима Горького «Васса Железнова».

## Семья
Родилась в крестьянской семье; девичья фамилия, место и дата рождения неизвестны — указываются 1857 год, а также 1855, на основании того факта, что 25 января 1874 года в Троицкой церкви села Новое Ярославской губернии состоялось венчание 19-летней Марии с 37-летним ярославским купцом Михаилом Матвеевичем Кашиным; для её мужа это был второй брак (в 1865 году он состоял в первом браке с Любовью Михайловной, которая была на пять лет младше мужа; детей у супругов не было).

## Бизнес

### Пароходство Кашина
Пароходство Кашина было основано в 1870-х годах в Нижнем Новгороде, куда прибыл ярославский крестьянин Михаил Кашин, который родился крепостным в деревне Гашки Бурмакинской волости Ярославской губернии. Еще живя у помещика, его отец Матвей Аввакумович Кашин, вместе с братом Григорием державший перевоз через Волгу, скопил капитал, достаточный для выкупа в 1851 году из крепостничества младшего сына – 13-летнего Михаила. Отцовский капитал был использован и для покупки в компании с неким Константиновым буксирного парохода «Манифест». Вскоре Михаил Кашин продал свою долю компаньону и заказал на заводе Тета в Перми пассажирский пароход «Аввакум», названный в честь деда.
С этим пароходом Михаил Кашин начал курсировать между Нижним Новгородом и Пучежем, Нижним Новгородом и Исадами, заходя иногда в Унжу на обслуживание рабочих-плотовщиков. Кашин был и владельцем, и капитаном, и приказчиком… Услугами пароходства Кашина пользовались невзыскательные люди: едущие на заработки мастеровые, крестьяне — отправлявшиеся с товарами на рынок, богомольцы и странники. На тюках, ящиках и прямо на полу пассажиры и сидели, и спали, и принимали пищу. «Аввакум» возил на 5 копеек (в ценах 2020 года — 150 RUB) дешевле других пароходов, поэтому быстро снискал популярность среди малообеспеченных классов.
К 1891 году Михаил Кашин стал купцом первой гильдии. Флагманом его флотилии был двухтрубный пароход «Мария», названный в честь супруги. Среди других судов выделялся буксирно-пассажирский пароход «Михаил Кашин», который весной работал на Нижней Волге, а на время Нижегородской ярмарки перегонялся на маршрут Нижний Новгород — Казань. Другие суда, поменьше, названы были также в честь детей и родственников («Анюта», «Михаил», «Матвей», «Анна», «Аввакум»).
С самого начала супружеской жизни Мария Капитоновна помогала мужу: работала кассиром и ревизором на пароходе. Постепенно, с расширением дела, она стала вникать во все подробности, фактически встав на равных с мужем в семейном бизнесе. К 1895 году в семье подрастало четверо детей: Вера, Анна, Михаил и Павел.
Постепенно пароходные дела для Михаила Кашина отошли на второй план. Все ночи напролёт он просиживал в притонах, развратничал, пристрастился к картам и иногда за несколько часов терял тысячи рублей (в ценах 2020 года — миллионы рублей). Однажды он проиграл небогатому купцу Кожебаткину свой пароход «Маруся». Зная вкусы заказчика, сводни часто приводили к подвыпившему Кашину малолетних девиц. В 1895 году в возрасте 55 лет Михаил Матвеевич Кашин был привлечён к уголовной ответственности за растление малолетних, но до суда не дожил — умер 17 (29) июня 1897 года (в пьесе Максима Горького «Васса Железнова» героиня принесла мужу-преступнику яд, чтобы тот мог избежать суда и каторги, а семья — запятнанной репутации).

### Пароходство Кашиной
После смерти Михаила Кашина его вдова стал единственной наследницей и взяла в свои руки управление пароходством. При ней открывались новые линии, строились пароходы, арендовались дополнительные участки под пристани, о чём свидетельствует, например, «Дело Нижегородской ярмарочной конторы о предоставлении пароходству М. К. Кашиной отведённого ей участка на Сибирской пристани в 1900 году».
Пароходство имело ежедневную линию Рыбинск — Казань и четыре отправления в неделю между Казанью и Пермью, обслуживаемые 8 первоклассными легкопассажирскими пароходами. На ежедневных линиях Нижний — Кострома, Нижний — Исады — Лысково и Рыбинск — Тверь ходили пароходы меньших размеров. Кроме того, с открытием москворецких шлюзов устраивалась срочная товарная линия Нижний — Москва.
Фрахт и такса на проезд у Кашиной были дешевле, чем у других крупных пароходств. С 1906 года суда М. К. Кашиной пошли в Москву-реку. Полного расцвета пароходство достигло в 1900-е годы, работая одновременно на Каме и Волге. К 1900 году флот Кашиной насчитывал 9 пароходов: 2 пассажирских, 5 товаро-пассажирских, 1 буксиро-товаро-пассажирский и 1 буксиро-пассажирский. Устаревшие суда своевременно заменялись новыми, и в начале 1910-х годов было построено 4 крупных парохода: «Матрёна» (1903), «Григорий», «Харитина» (1904), «Вера» (1905). Все пароходы были оборудованы современными компаунд-машинами мощностью в 90, 100, 120, 150 номинальных сил. В это же время было выстроено несколько мелких пароходов для коротких линий местного сообщения.
Тем не менее с течением времени начались неудачи. Трудные навигации 1909—1910 годов привели к тому, что целый ряд судоходных предприятий ликвидировали свои дела. У Марии Капитоновны за недоимки были описаны три парохода («Мария», «Надежда», «Аввакум») на сумму 50 тысяч рублей (в ценах 2020 года — около 150 млн RUB). Но это не спасло положение. Здоровье её серьёзно пошатнулось, а сыновья Михаил (1887—?) и Павел, получив университетское образование, оказались неспособны заниматься предпринимательством. Пароходство пришлось продать. Объединённая корпорация судовладельцев, в которую вошли «Кавказ и Меркурий» и «Восточное общество товарных складов», в 1913 году купила Кашинское пароходство за 1 305 000 рублей (в ценах 2020 года — около 4 млрд RUB). После этого события семейных частных компаний на Волге и Каме больше не осталось, пришло время крупной, коллективно-акционерной собственности. Мария Капитоновна Кашина прожила ещё три года и умерла в сентябре 1916 года в возрасте 59 лет.
Похоронены Кашины на Казанском кладбище, их могилы утеряны при уничтожении и застройке кладбища корпусами общежитий НГТУ.

## Жизнь в Нижнем Новгороде
Описание дома, принадлежавшего Марии Капитоновне (современный адрес — улица Варварская, 10):
«Дом каменный, двухэтажный. Крыт железом на два ската. Мерою: по Варварской улице восемь сажен и по Малой Печерской улице двенадцать сажен. В верхнем этаже одна квартира, состоящая из девяти комнат, прихожей, коридора и кухни. В нижнем этаже такая же квартира с тем же количеством комнат».
На первом этаже её дома квартира сдавалась внаём многодетной семье Устиновых, переселившейся в 1915 году из Москвы, по рассказам которой «Васса Железнова спускала маленьким детям конфеты на ниточке со второго этажа». Всё имущество М. К. Кашиной после смерти в 1916 году было оценено в 378 535 рублей 35 копеек (около 1 млрд рублей в ценах 2020 года). Его унаследовали дети Марии Капитоновны.
Кашины принимали участие в общественной жизни города, активно занимались благотворительностью. В частности, когда в 1887 году было открыто речное училище, значительную сумму на его содержание предоставляли различные общества и частные лица, имевшие близкое отношение к судоходству, в том числе и чета Кашиных. Позднее, в 1901 году, Мария Капитоновна давала деньги на содержание убежища для призрения бедных детей Общества вспомоществования бедным.

## Пьеса Горького
Максим Горький в своей пьесе усилил трагический конец Михаила Кашина: драматург описал, что капитан Железнов принял яд по настоянию жены, чтобы спасти семью от позора.
В начале первого акта своей пьесы «Васса Железнова» Горький дает описание комнаты, в которой главная героиня проводит большую часть дня:
«Большой рабочий стол, перед ним лёгкое кресло с жёстким сиденьем, несгораемый шкаф, на стене обширная, ярко раскрашенная карта верхнего и среднего течения Волги — от Рыбинска до Казани».
Будучи человеком неординарным, имея жёсткий, требовательный характер, Мария Капитоновна не была обойдена вниманием недругов и конкурентов, рассказы и сплетни о её судьбе широко распространялись. Многие за глаза называли её «стервой», которая ради выгоды своего предприятия может пойти и на неэтичные поступки. В документах упоминается и такой факт из её жизни. 20 октября 1907 года в сыскное отделение полиции Нижнего Новгорода явился некто Вениамин Прокофьев Крупин, житель города Сарапула. Он заявил, что 12 октября на него пал жребий убить пароходовладелицу Кашину, для чего он прибыл в Нижний Новгород. То ли Каму не поделили пароходчики-конкуренты, то ли ещё где-то властная «Кашиха» переступила им дорогу, но сарапульский посланник усовестился убивать женщину и явился с повинной в полицию. Таким образом, покушение не состоялось.
Максим Горький, создавая пьесу «Васса Железнова», описывал жизнь русского купечества на основе наблюдений, путешествуя по городам Поволжья: Самаре, Перми и Нижнему Новгороду. Он изобразил свою героиню человеком сильным, волевым, талантливым, умным, «убеждённым в незыблемости основ, на которые она опиралась, строя благополучие своей семьи».